# カーロイ・グロース (イラストレーター)
カーロイ・グロース（Karoly Grosz、(英語：[ˈkɑːˌrɔɪ ˈɡroʊs]、KAH-roy GROHSS；ハンガリー語: [ˈkaːroj ˈɡroːs]；1896年ごろ – 1938年以降）はハンガリー系アメリカ人のイラストレーターであり、ハリウッド映画のポスターを手掛けたことで知られている。
1930年代の大部分をユニバーサル映画のアートディレクターとして同社の広告キャンペーンを監督し、自身も何百ものイラストを提供した。特に、古典的なホラー映画の劇的でカラフルなポスターで知られている。
最も有名なポスターは『魔人ドラキュラ』（1931年）、『フランケンシュタイン』（1931年）、『ミイラ再生』（1932年）、『透明人間』（1933年）および『フランケンシュタインの花嫁』（1935年）などであり、いずれも初期のユニバーサル映画におけるモンスター映画を主題とする。
またホラー以外では、大作戦争映画『西部戦線異状なし』（1930年）や『襤褸と宝石』（1936年）のポスターのデザインも注目されている。
彼のポスターアートの初版のリトグラフは刷り部数が少なく、コレクターから高値がつけられている。グロースが描いた2枚のポスター（『フランケンシュタイン』と『ミイラ再生』の広告）は、世界で最も高価な映画ポスターとして落札価額の記録を打ち立てた。後者は20年近く記録を保持しており、1997年の頒布時点で他の形式の商業芸術や美術を含むあらゆる種類の中で最も高価なアートプリントだった可能性がある。参照WebサイトのLearnAboutMoviePosters（LAMP）は2016年8月時点で、2万ドル超で取引されたビンテージ映画ポスターの包括的なリストにおいて、グロースは他のどのアーティストよりも多く登場すると指摘した。
芸術作品の評価が高く、注目を集めているにもかかわらず、グロース自身に関わる人物情報はごくわずかしか知られていない。1896年ごろにハンガリーで生まれ、1901年にアメリカ合衆国に移住し、帰化してアメリカ市民となり、1920年ごろから1938年ごろまで映画の広告に携わった。初期のアメリカ映画のポスターアーティストの匿名性から、グロース制作と確定した芸術作品はごく一部に過ぎない。

## 生涯と作品

### 私生活
多くの初期のポスターアーティスト同様に、グロースの生涯についてはほとんど知られていない。彼のイラストが映画ポスター収集において最も価値のあるものになった後も、経歴の詳細は不明なままである。
ポスターアーティストの経歴を掲載した書籍 Reel Art （1988年出版）の付録には、グロースの生誕地はハンガリーと記載されているが、生没年は不明となっている。1925年と1930年のニューヨーク州および連邦政府の国勢調査記録によると、グロースは1896年ごろにハンガリーで誕生し、1901年に合衆国に移住して帰化したアメリカ市民であり、イディッシュ語を話していた。1917年ごろにバーサ・グロースと結婚し、1930年ごろまでに2人の子供をもうけた。
名前は〈カール〉（綴りは"Carl"ないし"Karl"）・グロースとも呼ばれていた。1937年8月にカール・グロース・カーロイ（Carl Grosz Karoly）と改名した。

### 初期のキャリア

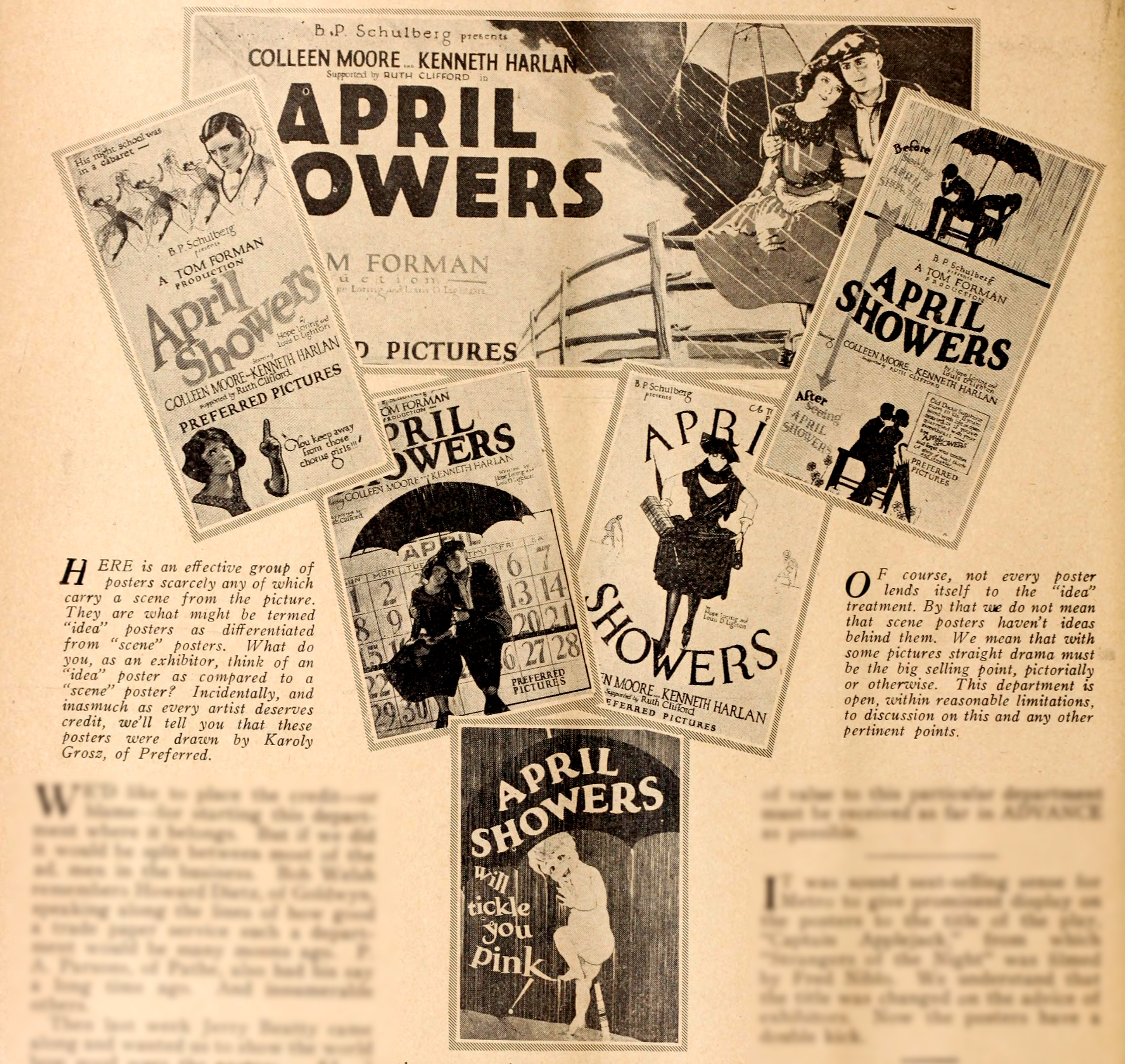
映画 April Showers 用に描いたグロースの初期ポスター作品。ムーヴィング・ピクチャー・ワールド誌上の複製より。

グロースは1920年には業界新聞のプロデューサーのルイス・J・セルズニックのセルズニック映画の従業員として早くも名が挙がるように、映画宣伝の仕事を得てニュージャージー州フォート・リーの同社のスタジオでタイトルデザインを担当していた。1921年、ニューヨークを拠点とする専門家組織である映画宣伝協会 に加入するプロデューサー協会 の従業員に名を連ねていた。1923年にはプリファード映画 およびプロデューサー アル・リクトマン の会社の宣伝美術部長職についている。
画家としては油彩および水彩を用いる傾向があり、表現主義からアール・デコまで幅広い流派の影響を受けていた。1923年の無声映画 April Showers（英語） のポスターは観客が映画で見るはずのシーンを文字通りに描いたのではなく、「アイデア」または視覚的なテーマを強調したデザインだったため、当時は斬新であると見なされた。オーウェン・ウィスターの1902年の小説 The Virginian を再映像化した1923年の同名の西部劇の無声映画（英語）では、大型看板（ビルボード）にグロースの名前がクレジットされた。

### ユニバーサル映画でのキャリア
1920年代半ば、グロースはニューヨークにあったユニバーサルの美術部門で働き始めた。1930年までにフィリップ・コクランとともに同社初の宣伝美術ディレクターを拝命、このときの任命者はフィリップの兄弟で宣伝責任者だったロバート・コクランである。1930年代を通して、ユニバーサルの宣伝の芸術的な質の高さは一般にグロースとコクランの功績とみなされる。グロースは映画『フランケンシュタイン』のティーザーポスターを手がけ、その画像はまだ映画ファンには馴染みの薄かったユニバーサルの初期ホラー映画のキャラクターを、大衆に紹介していく。ユニバーサル在籍中のグロースは、ホラーをテーマとした美術作品と並んで、第一次世界大戦の叙事詩『西部戦線異状なし』（1930年）や初期のスクリューボール・コメディ『襤褸と宝石』（1936年）などの映画の「威信と収益に見合う、活気に満ちた劇的なポスター作品」によって際立っていた。
グロースのデザインしたポスターは映画本編とともに国際市場に輸出されたが、時には修正が施されたり、別バージョンが用意されるケースもあった。イギリスではグロースのホラー映画ポスターはあまりにも残虐で不気味とみなされた上、1932年には全英映像等級審査機構が公共の場所での広告表示について、より厳しい内容規制を導入した影響を受ける。

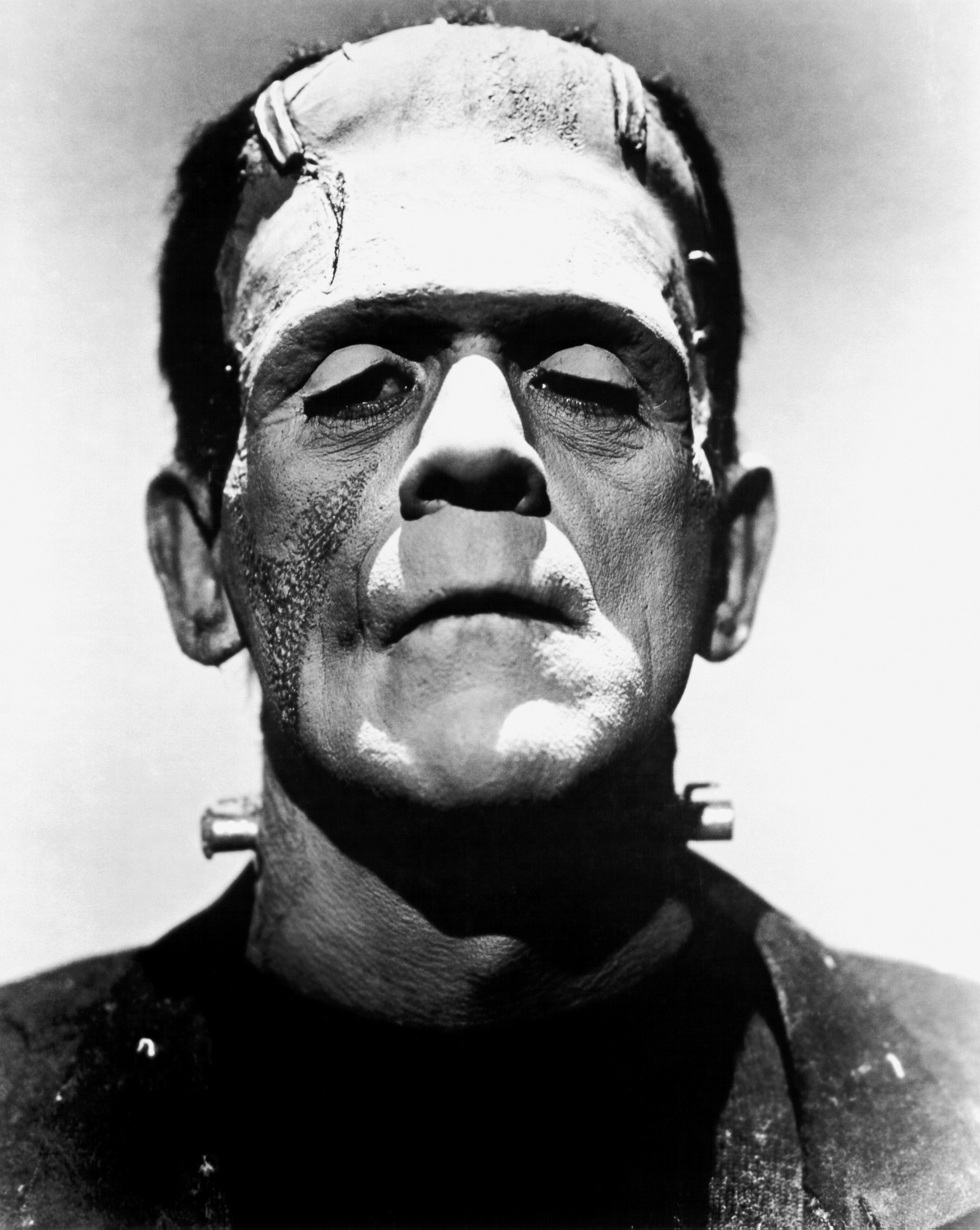
怪物役のカーロフ。コンセプトデザイン同様、頸部にボルトがついている。

グロースはユニバーサルの映画に登場するビジュアルにも影響を与えた。最も注目すべき例はフランケンシュタインの怪物のコンセプトアートで、グロースは首に刺さるスチールボルトと、より機械的あるいはロボット的な外観を描いている。比較的小さなディテールである首のボルトは、怪物、特にユニバーサル映画版と密接に関連する象徴的な視覚要素となった。メイクアップアーティストのジャック・ピアスはインタビューで怪物の首のボルトの発案者として名乗りをあげたが、アルゼンチン系カナダ人の映画評論家で歴史家のアルベルト・マンゲルはその主張を否定し、グロースのコンセプトアートの方が先行したと指摘している
コクランは1937年にユニバーサルを退社したが、グロースは1938年末まで同社で働いていた可能性がある。彼らが去ったユニバーサルのポスターアートは1930年代末から1940年代初頭にわたり衰退期に入り、鮮やかなイラストから平凡な写真のコピーへの移行に特徴付けられる。その後、パラマウント映画から移籍したモーリス・カリスがアートディレクターに就任し、ポスターアートの質は向上した。

## 映画ポスターの帰属およびその他の作品一覧
グロースは1920年代から1930年代にかけて何百ものイラストをユニバーサルに提供したと考えられている。グロースは、自身が同社美術部門の責任者だった間に制作されたポスターの大部分で（彼自身がイラストを描いたかどうか定かでないポスターでも）、少なくとも部分的にはクレジットされている。しかし、特にアメリカでは作者の一般的な匿名性のために、ヴィンテージ映画のポスター作者の特定は本質的に困難である。『モルグ街の殺人』のウィンドウカード（小型ポスター）は、この画家のサインが入った当時のアメリカ映画のポスターでは珍しい例である。

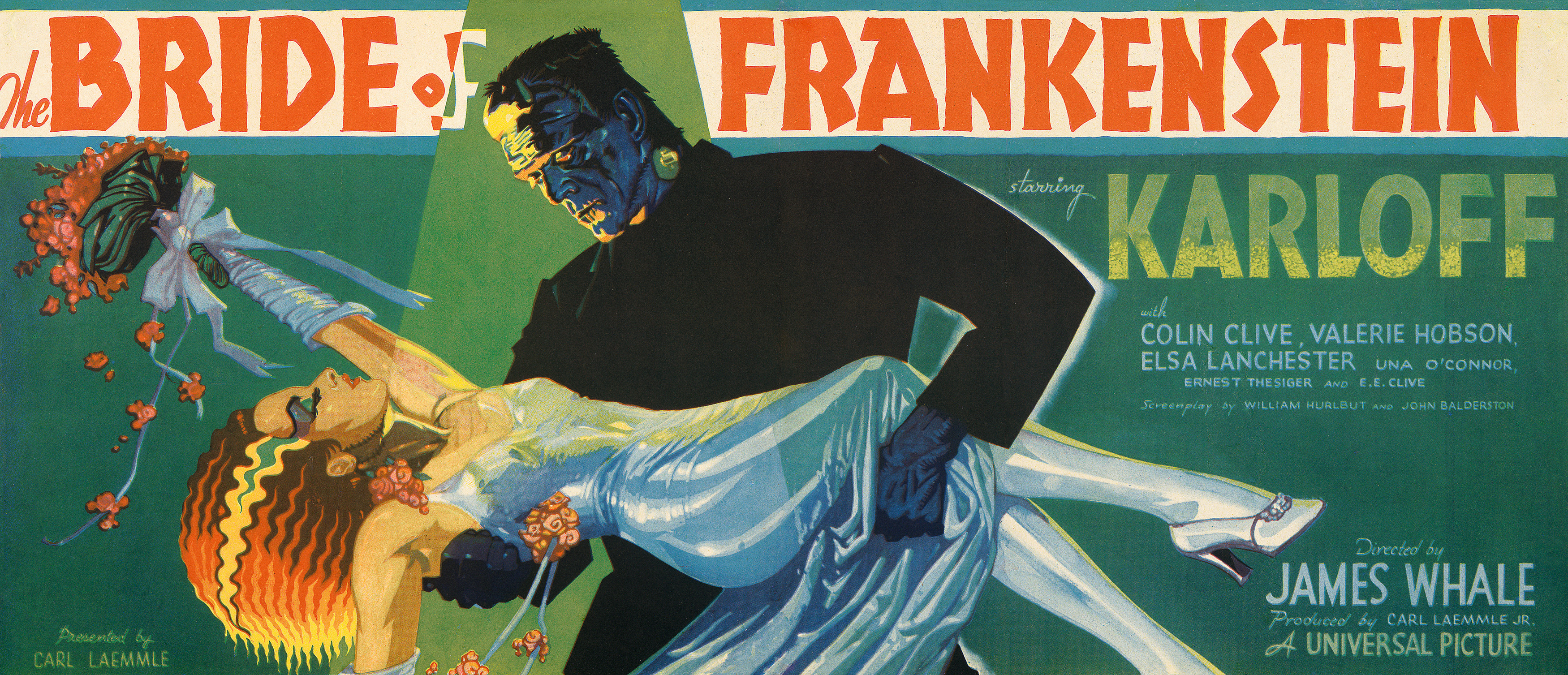
グロース作『フランケンシュタインの花嫁』。〈スタイルB〉イラスト24枚の1点。。映画史家のスティーヴン・レベロおよびリチャード・C・アレンは、グロースが美術部長だった時期のユニバーサルのアート部門ポスターを「多くの中で最高の作品の一つ」と賞賛した。

以下のリストには、ポスターのイラストや宣伝キャンペーンの美術制作指揮など、二次資料でグロースに帰属すると示された作品が含まれている。また「#ギャラリー」節はグロースの作品で構成する。
| 日付   | 日付             | タイトル                   | スタジオ         | 備考   |
| 年     | 初上映または公開 | タイトル                   | スタジオ         | 備考   |
| ------ | ---------------- | -------------------------- | ---------------- | ------ |
| 1923年 | 1923年9月30日    | バージニアン               | プリファード映画 | [ 14 ] |
| 1923年 | 1923年12月10日   | エイプリル・シャワー       | プリファード映画 | [ 7 ]  |
| 1927年 | 1927年11月4日    | アンクル・トムの小屋       | ユニバーサル映画 | [ 30 ] |
| 1930年 | 1930年4月21日    | 西部戦線異状なし           | ユニバーサル映画 | [ 31 ] |
| 1931年 | 1931年2月14日    | 魔人ドラキュラ             | ユニバーサル映画 | [ 32 ] |
| 1931年 | 1931年11月21日   | フランケンシュタイン       | ユニバーサル映画 | [ 33 ] |
| 1932年 | 1932年2月21日    | モルグ街の殺人             | ユニバーサル映画 | [ 34 ] |
| 1932年 | 1932年10月20日   | 魔の家                     | ユニバーサル映画 | [ 35 ] |
| 1932年 | 1932年12月22日   | ミイラ再生                 | ユニバーサル映画 | [ 36 ] |
| 1933年 | 1933年11月13日   | 透明人間                   | ユニバーサル映画 | [ 37 ] |
| 1933年 | 1933年8月1日     | Moonlight and Pretzels     | ユニバーサル映画 | [ 15 ] |
| 1934年 | 1934年5月7日     | 黒猫                       | ユニバーサル映画 | [ 38 ] |
| 1935年 | 1935年4月20日    | フランケンシュタインの花嫁 | ユニバーサル映画 | [ 39 ] |
| 1935年 | 1935年7月8日     | 大鴉                       | ユニバーサル映画 | [ 40 ] |
| 1936年 | 1936年1月20日    | 透明光線                   | ユニバーサル映画 | [ 41 ] |
| 1936年 | 1936年3月9日     | Love Before Breakfast      | ユニバーサル映画 | [ 42 ] |
| 1936年 | 1936年5月13日    | 女ドラキュラ               | ユニバーサル映画 | [ 19 ] |
| 1936年 | 1936年9月6日     | 襤褸と宝石                 | ユニバーサル映画 | [ 43 ] |
| 1938年 | 1938年6月3日     | Wives Under Suspicion      | ユニバーサル映画 | [ 2 ]  |

### ギャラリー

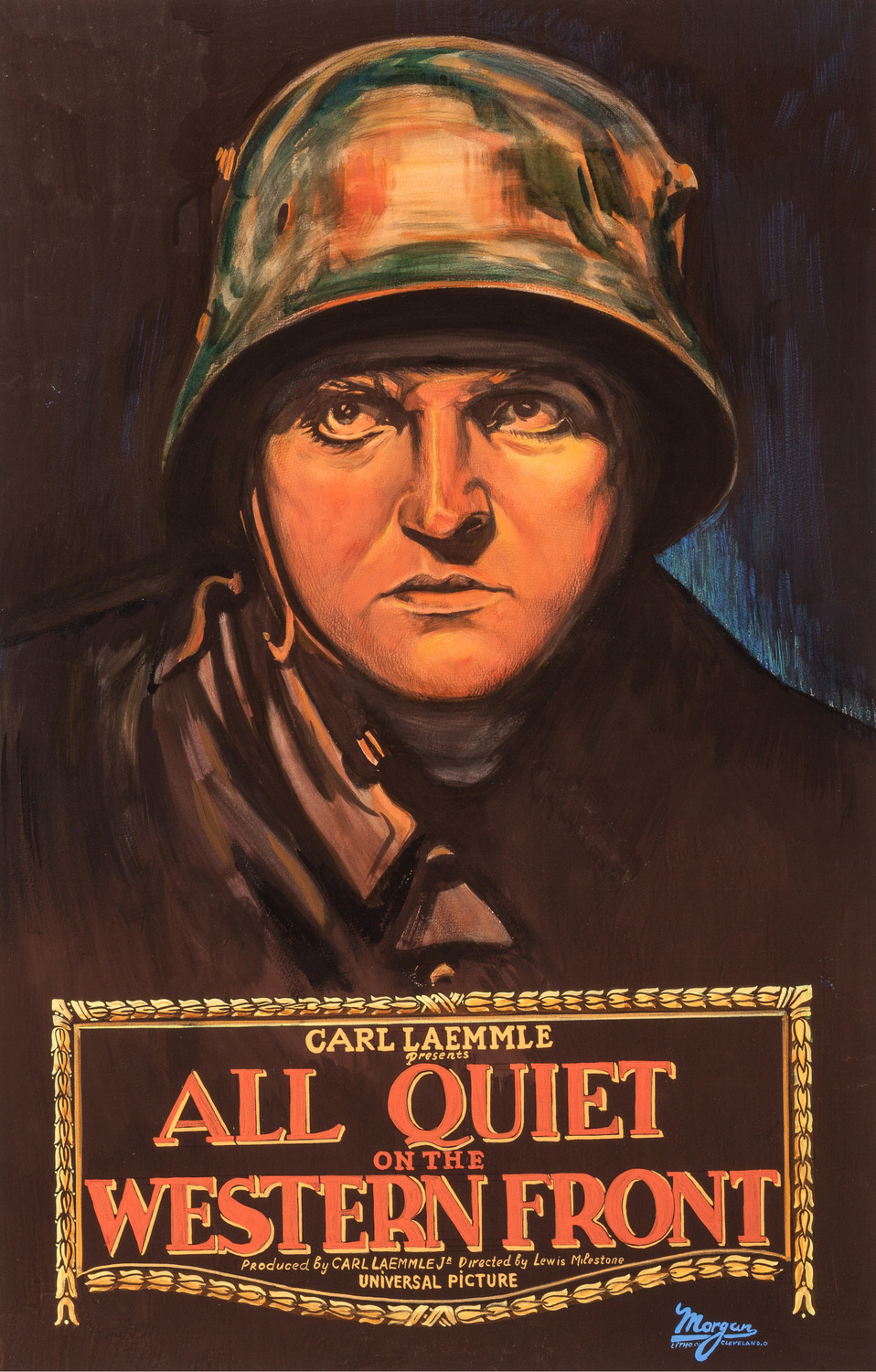
『西部戦線異状なし』（1930年）[31][注 6]
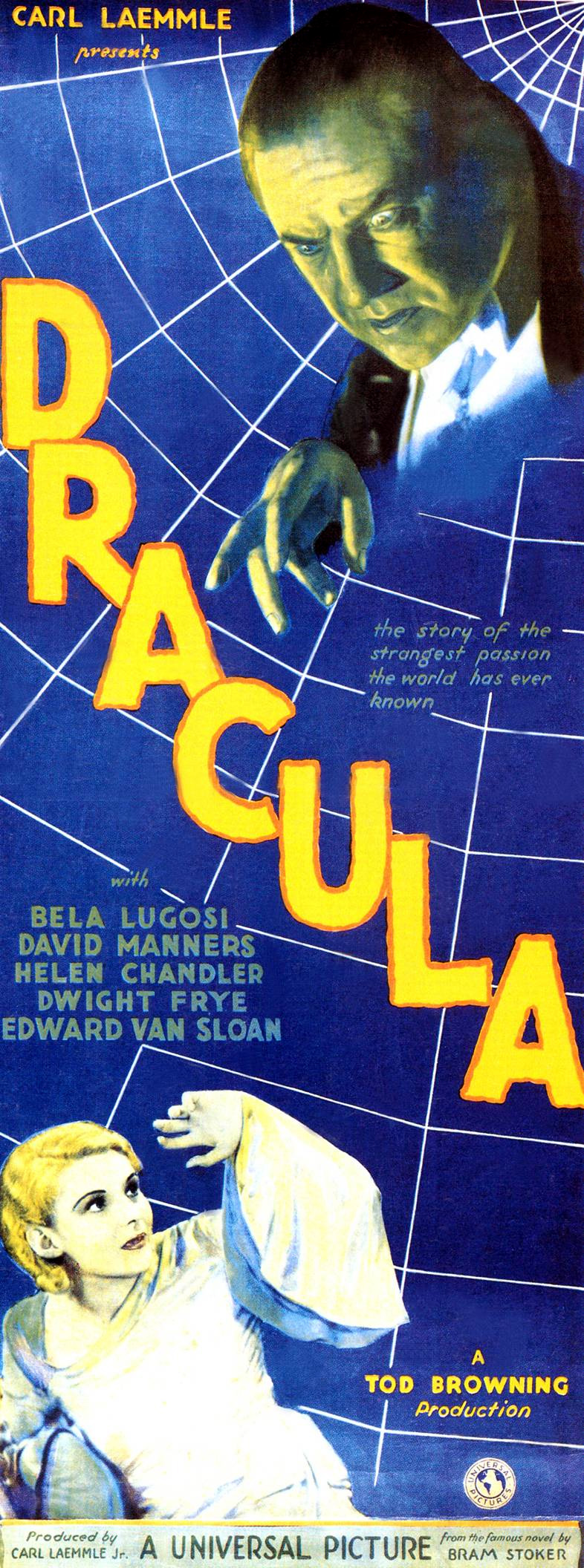
『魔人ドラキュラ』（1931年）挿入ポスター
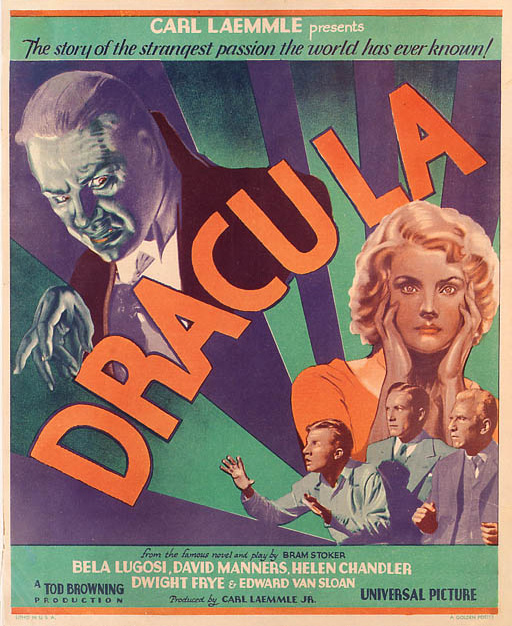
『魔人ドラキュラ』ウィンドウカード
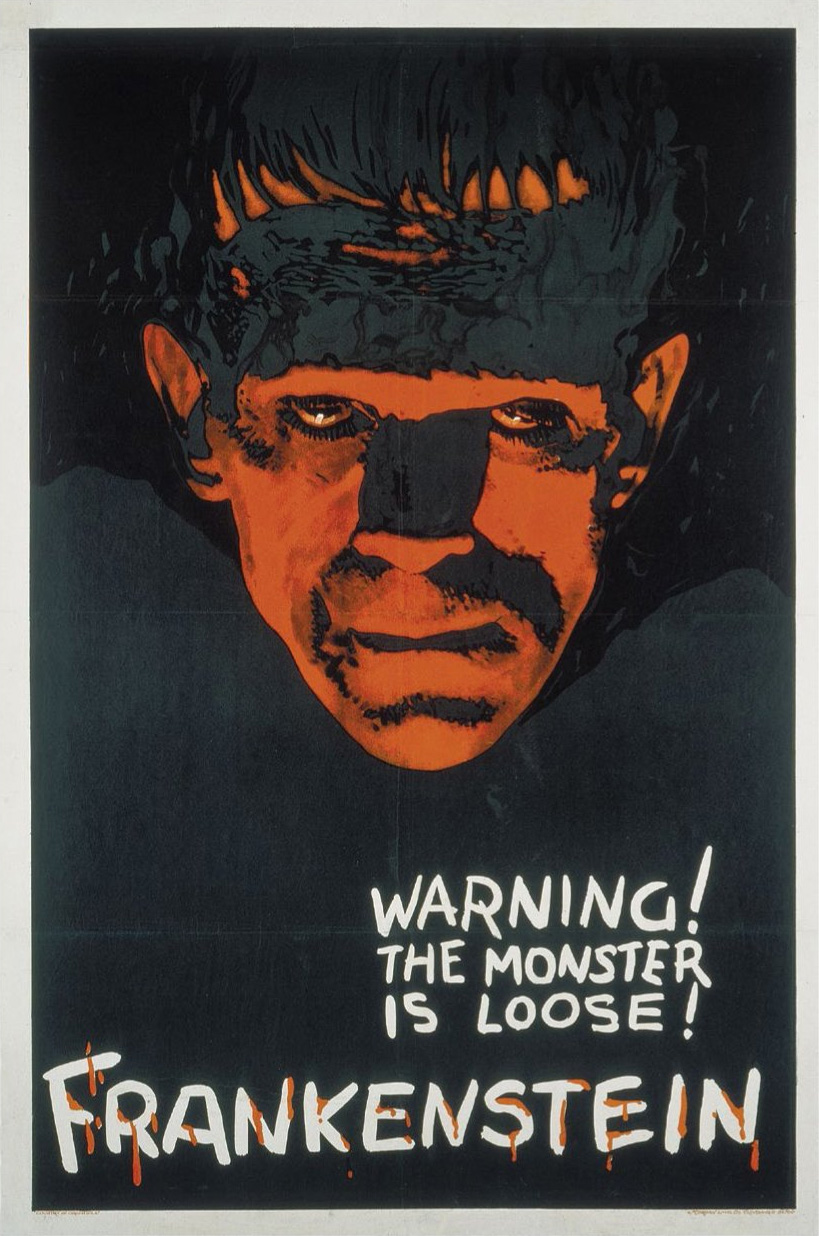
『フランケンシュタイン』（1931年）、〈スタイルB〉ティーザー
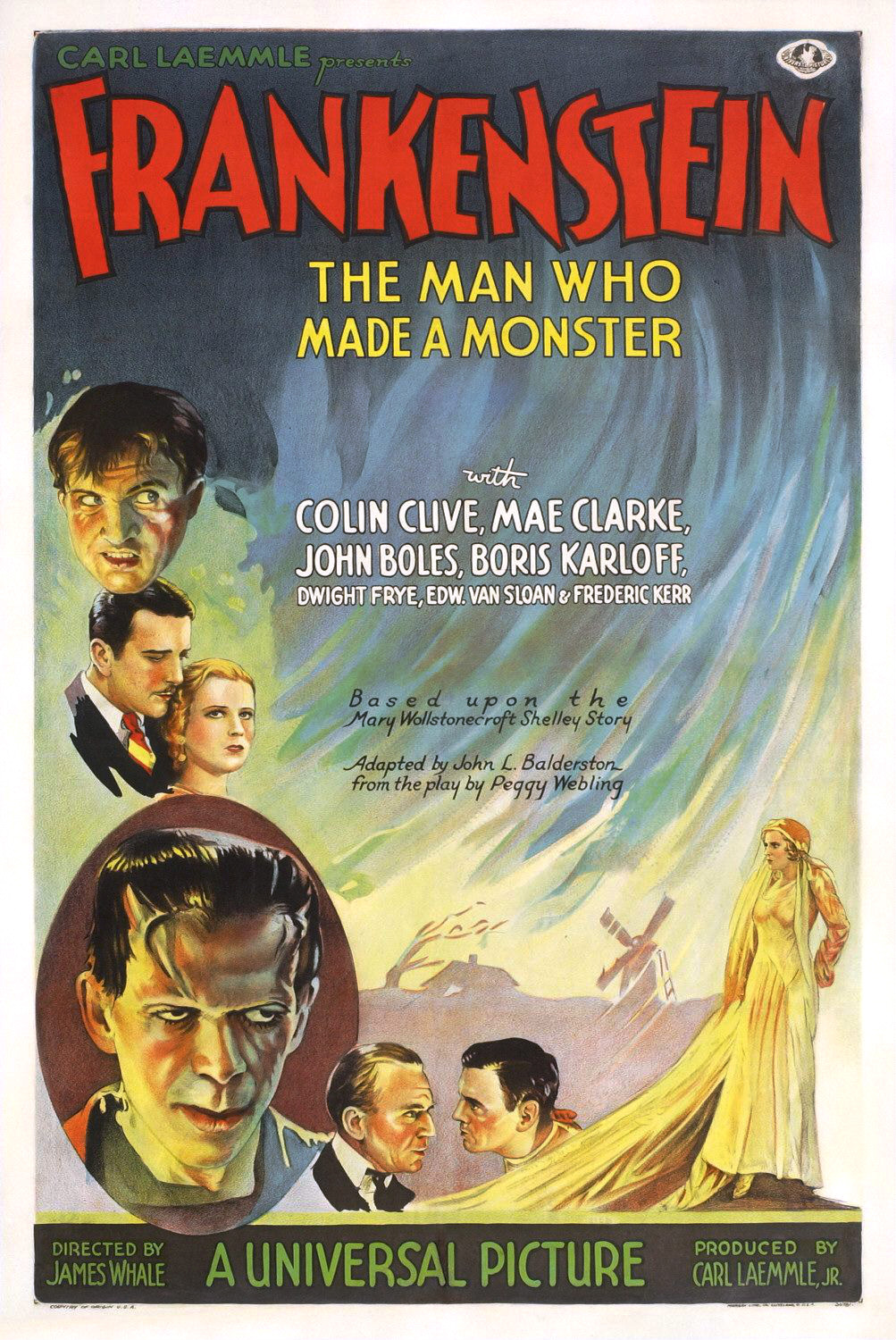
『フランケンシュタイン』（同）、〈スタイルA〉ポスター
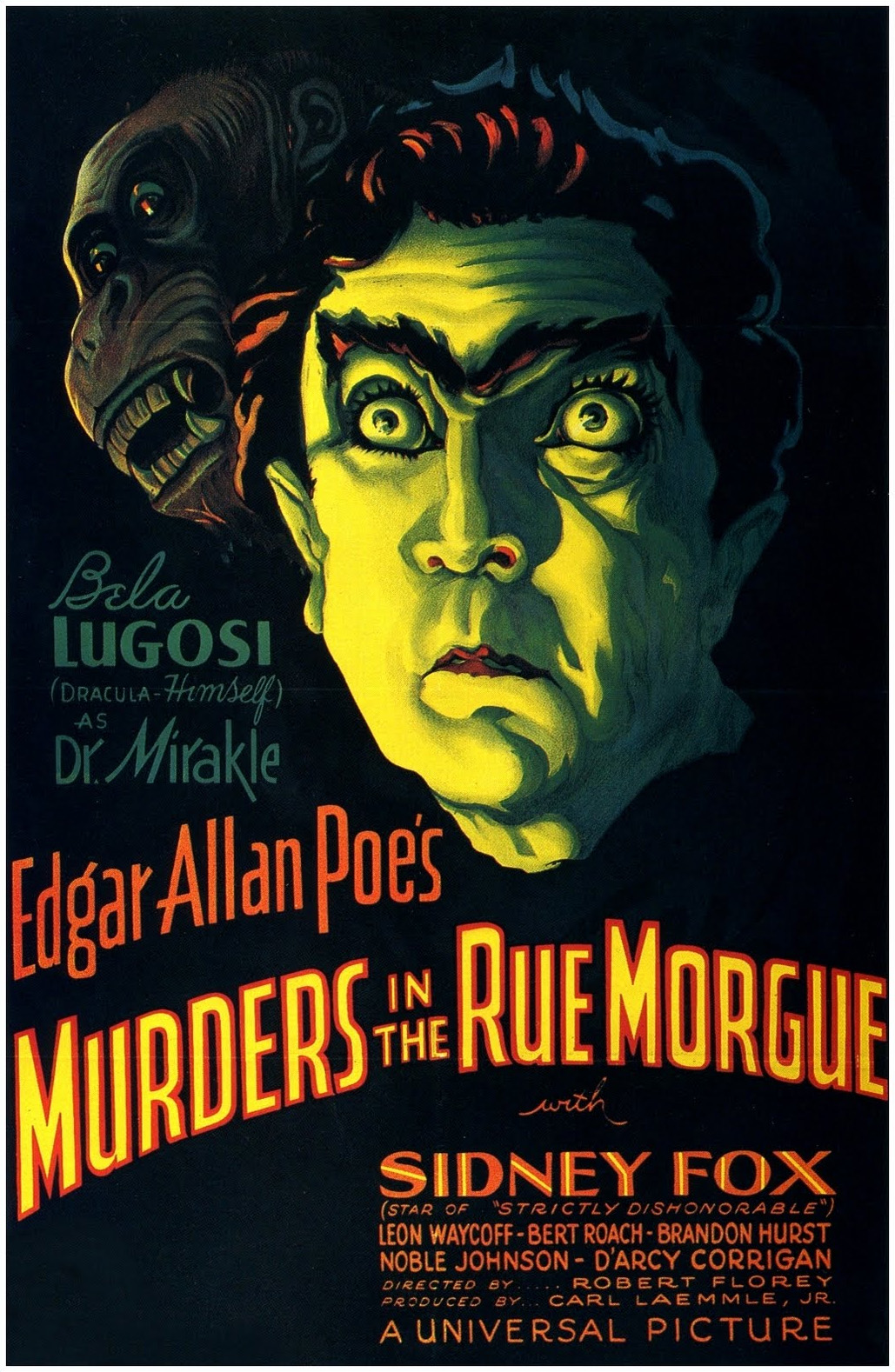
『モルグ街の殺人』（1932年）
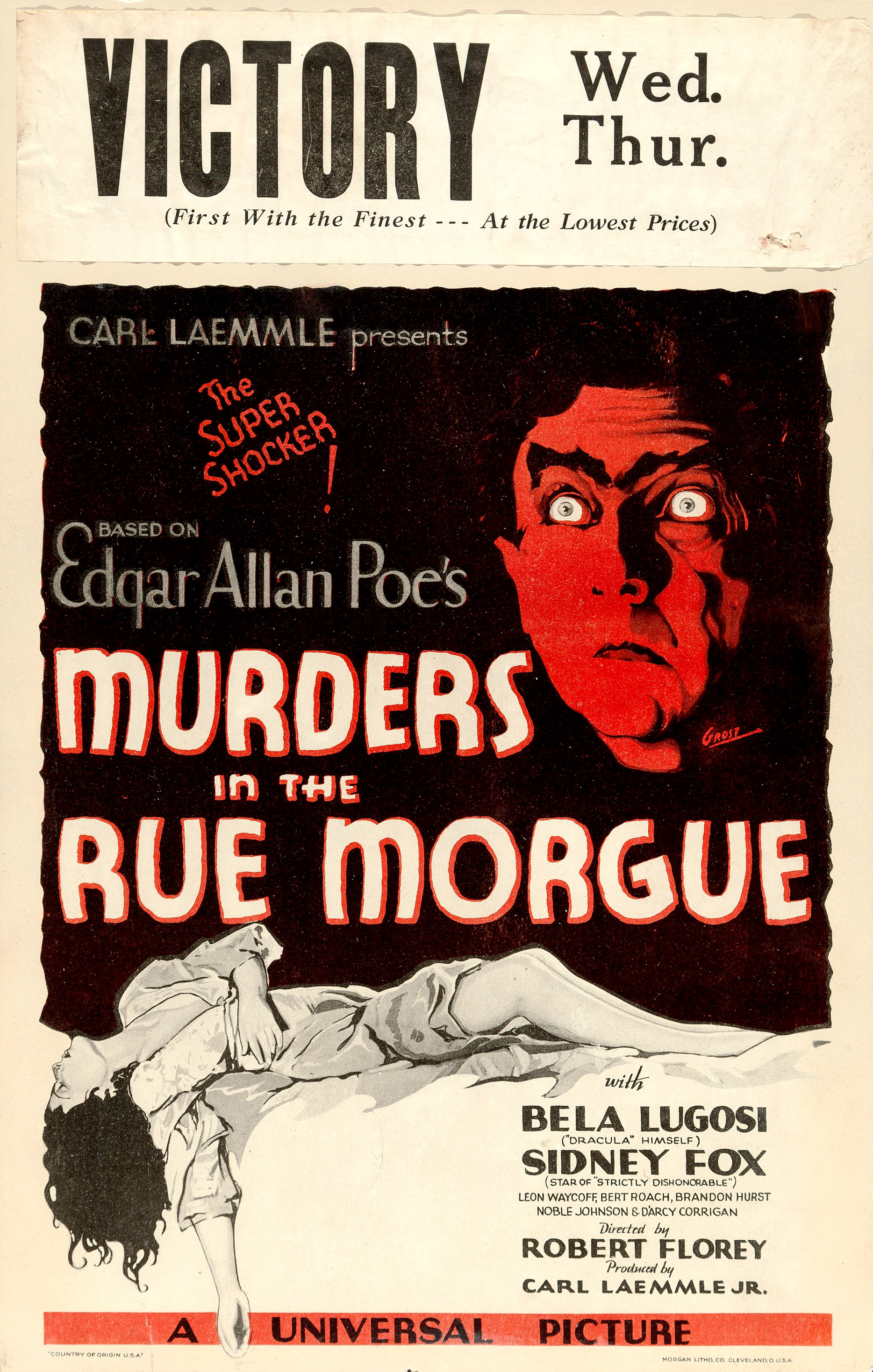
『モルグ街の殺人』、ウィンドウカード
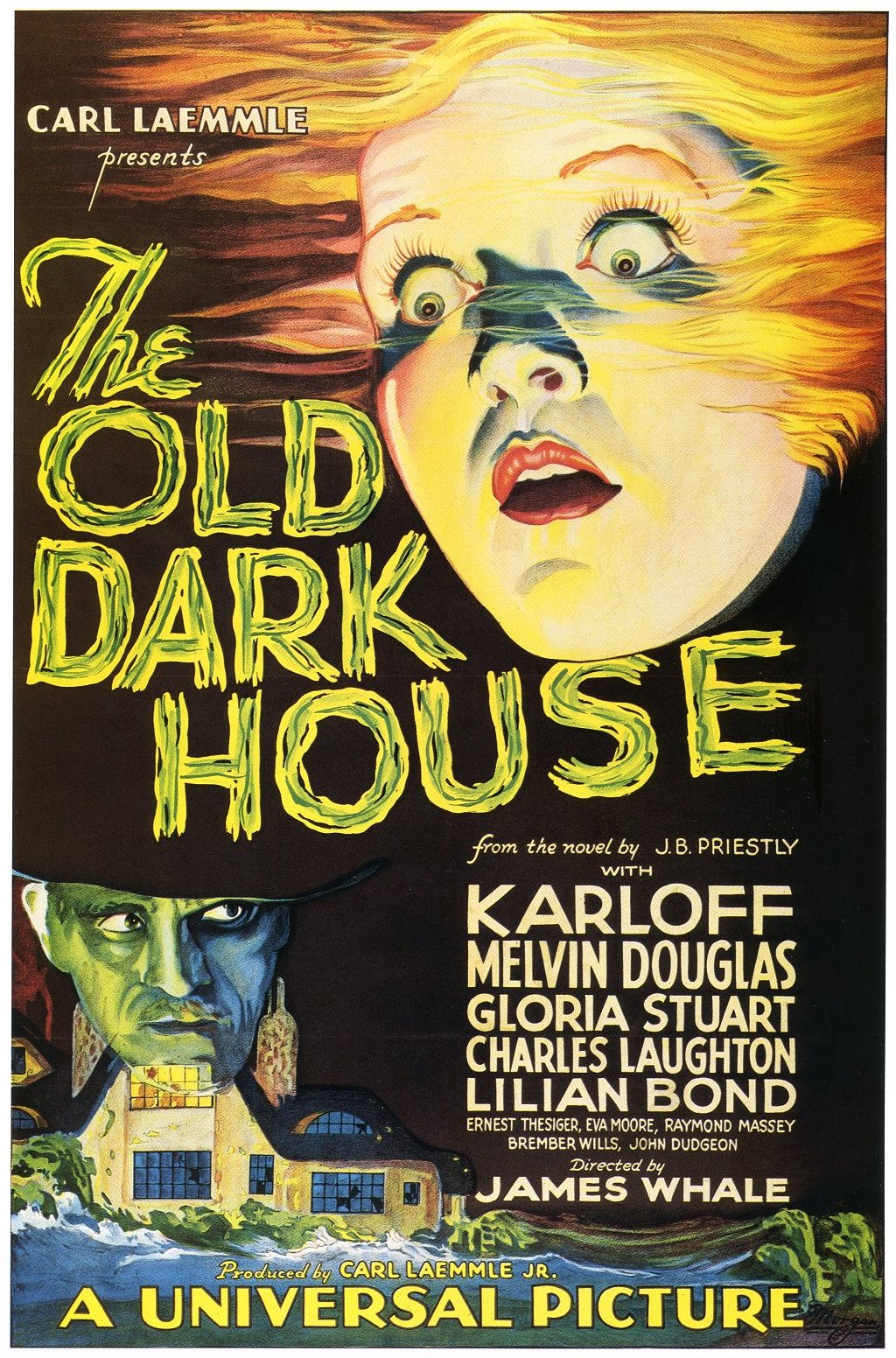
『魔の家』（1932年）
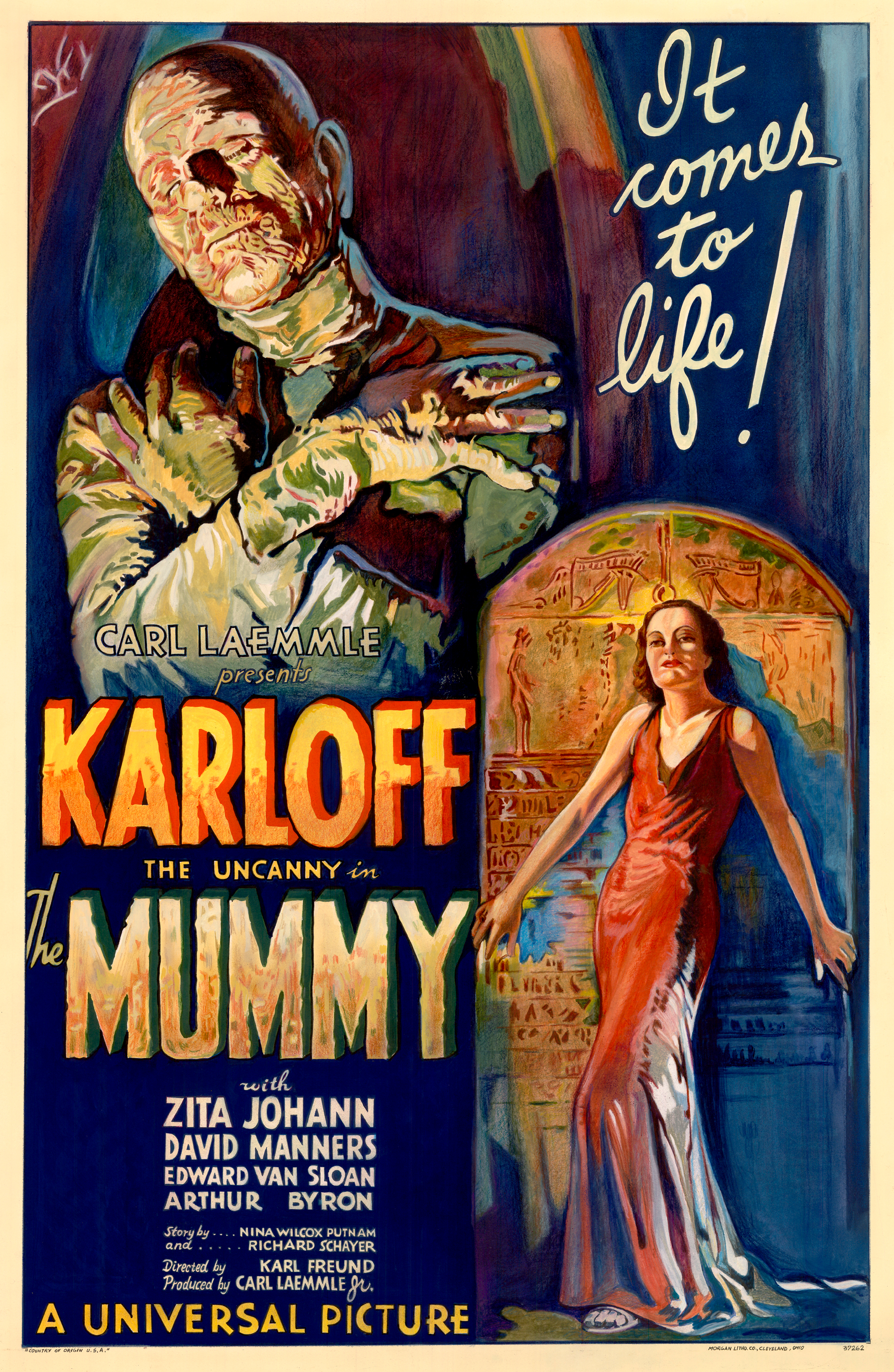
『ミイラ再生』（1932年）、1枚ものポスター
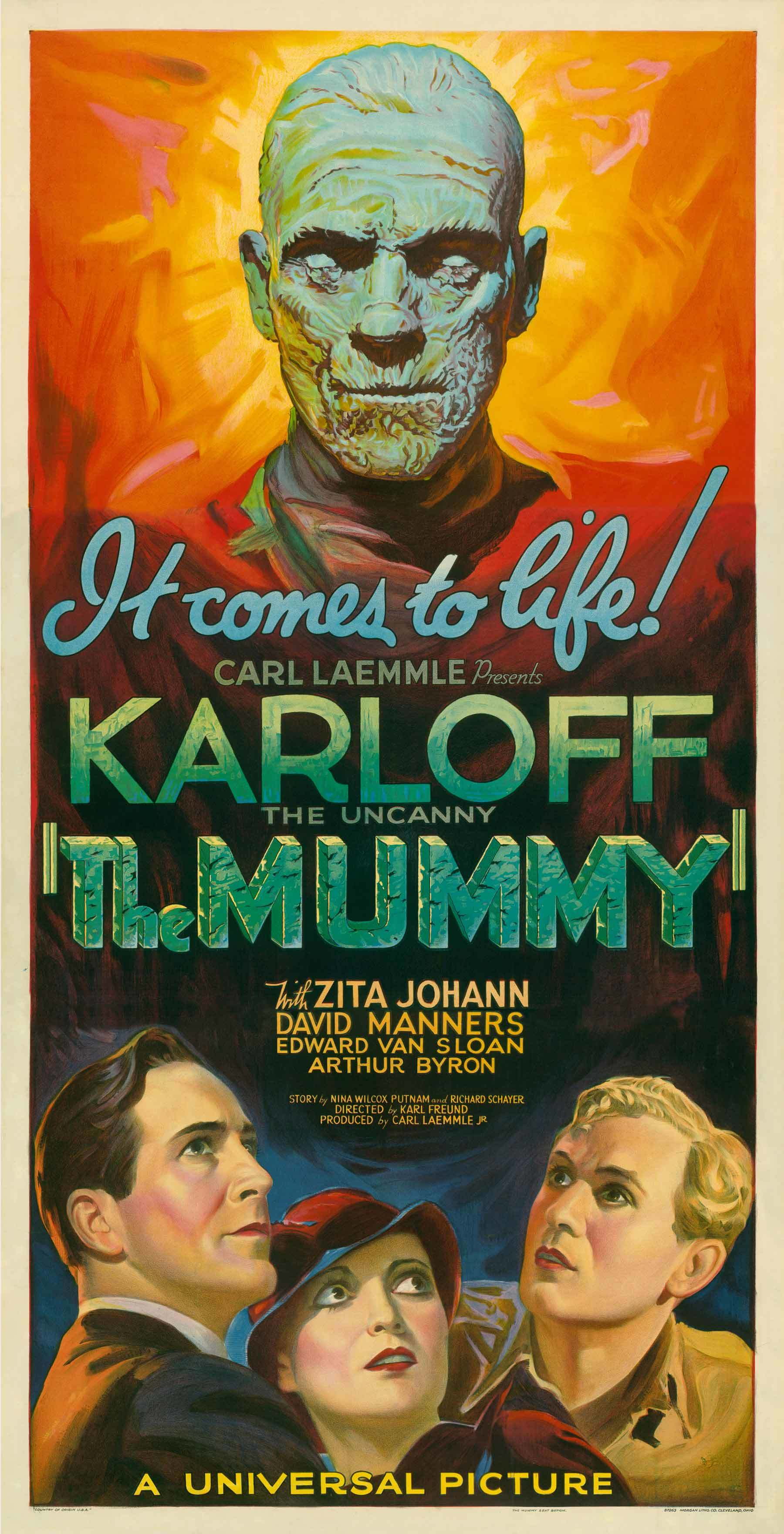
『ミイラ再生』、3枚続き
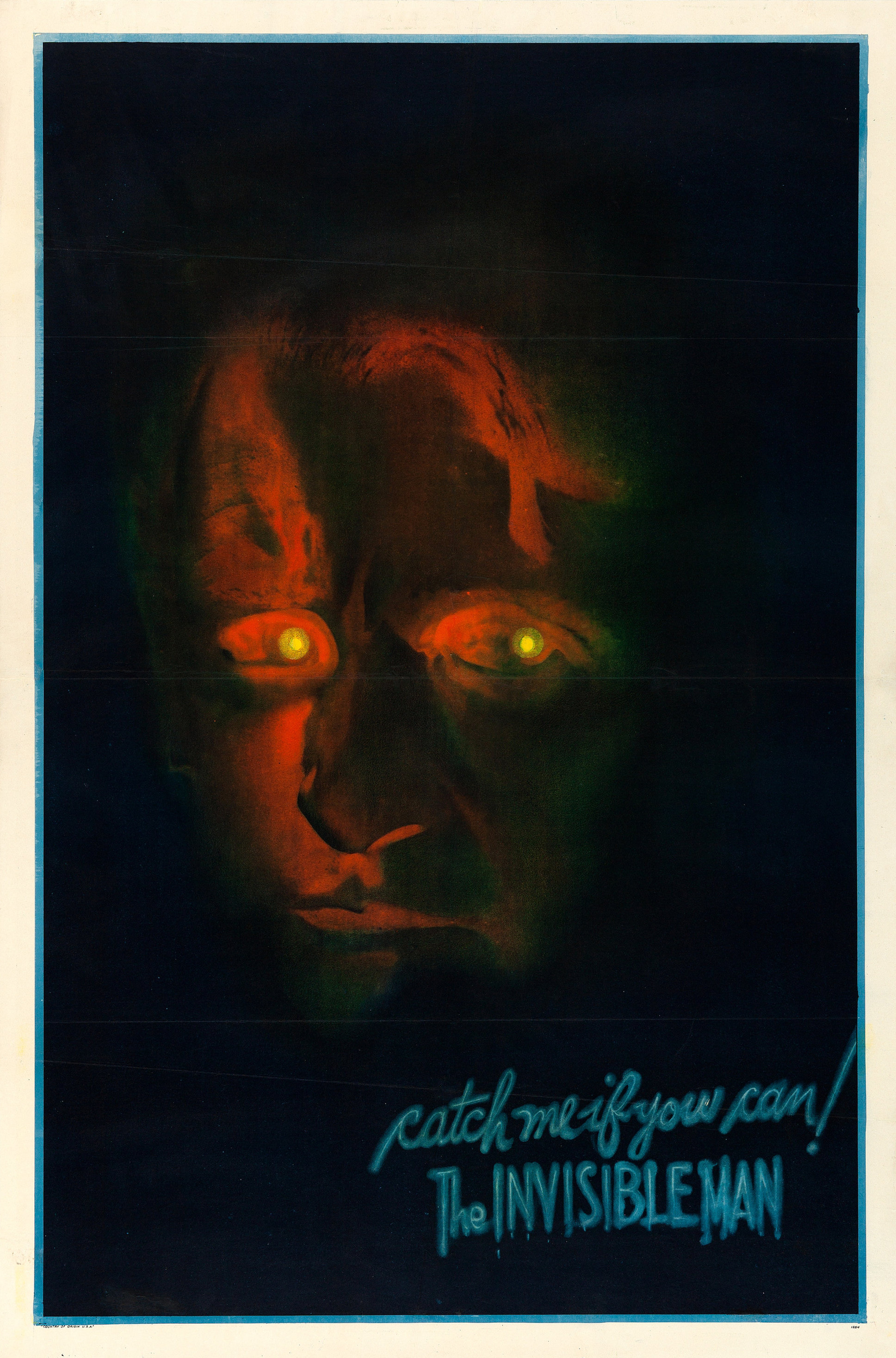
『透明人間』（1933年）、〈スタイルA〉ティーザー
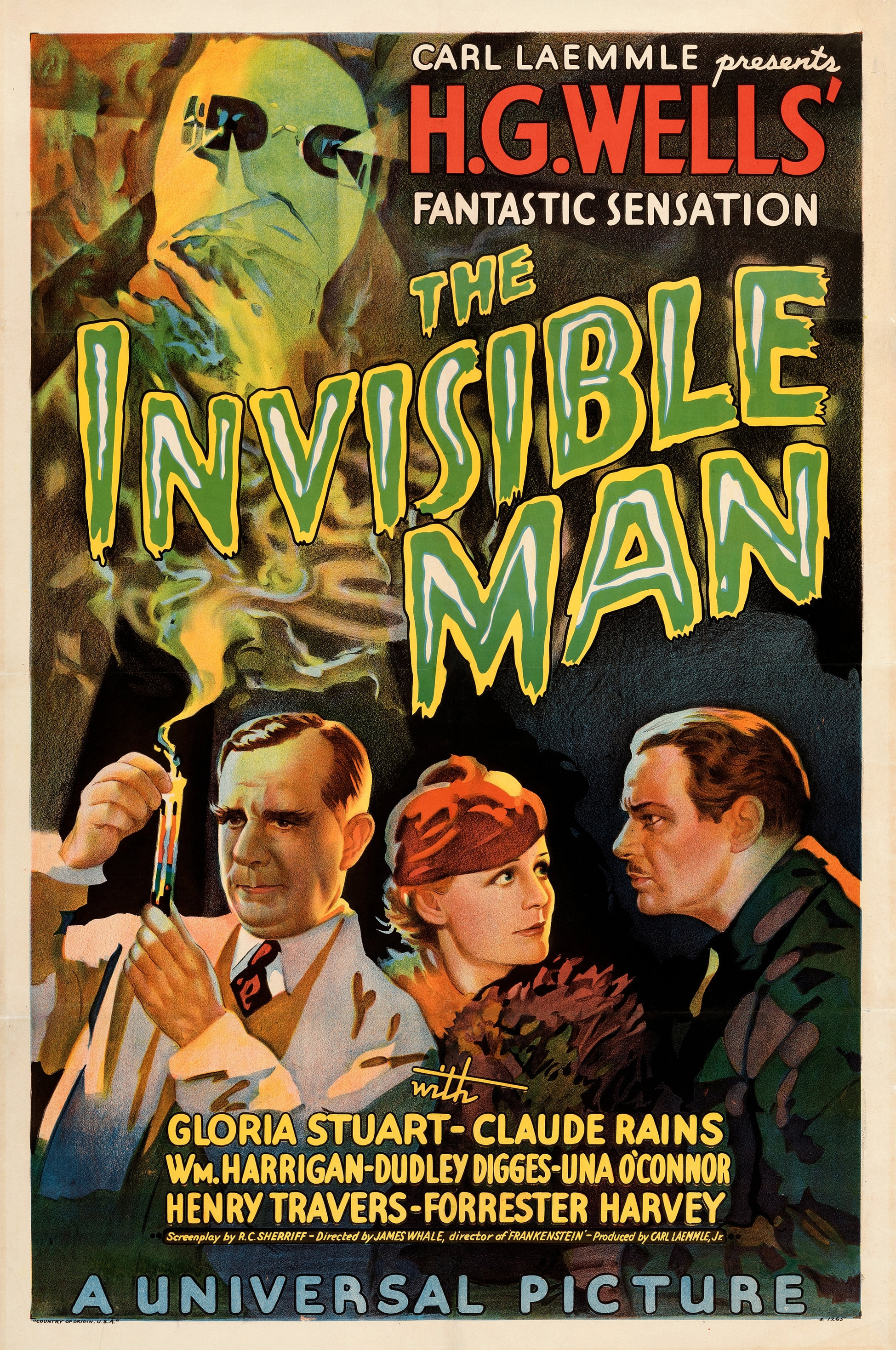
『透明人間』、〈スタイルB〉
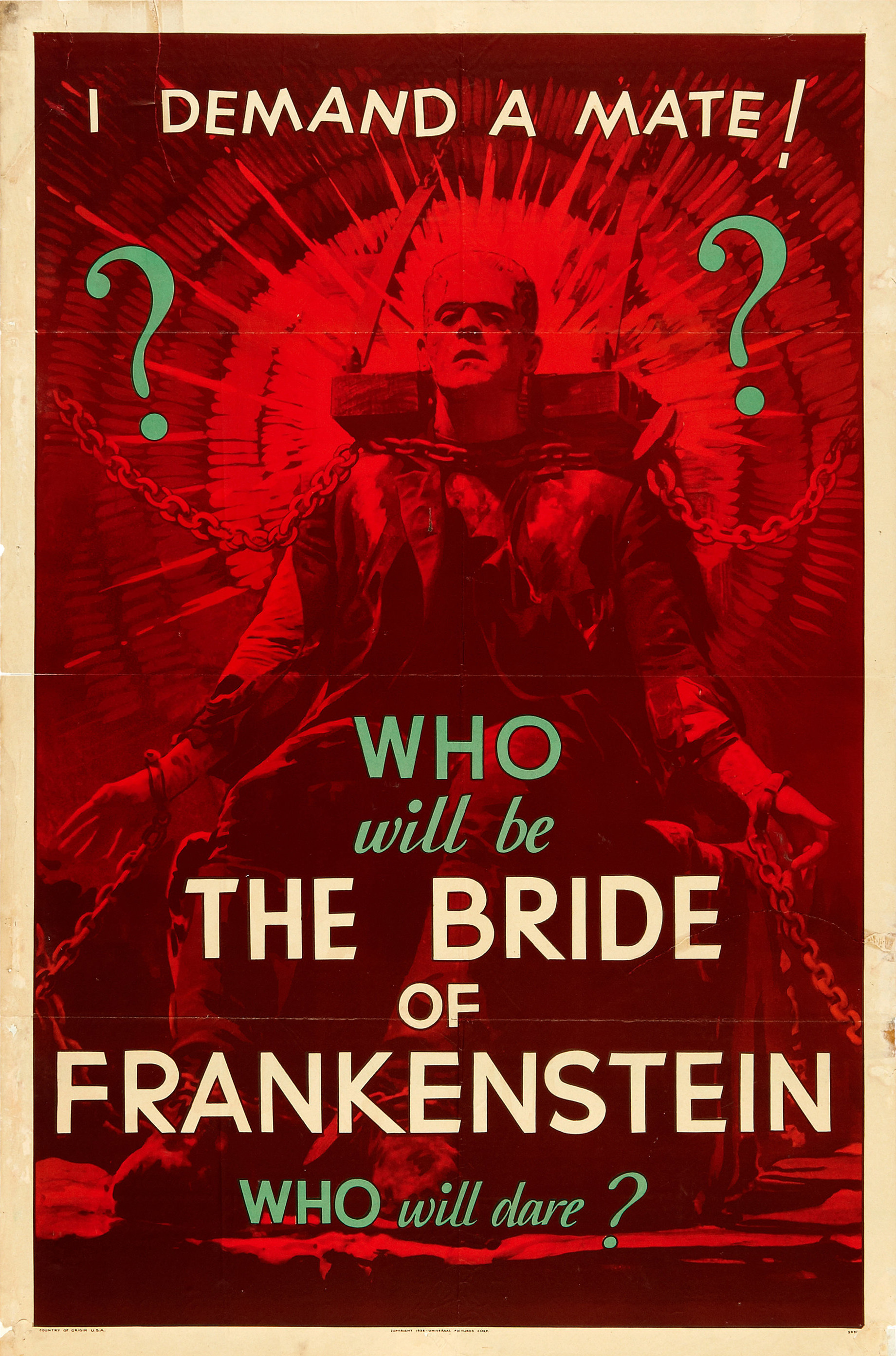
『フランケンシュタインの花嫁』（1935年）、〈スタイルE〉ティーザー
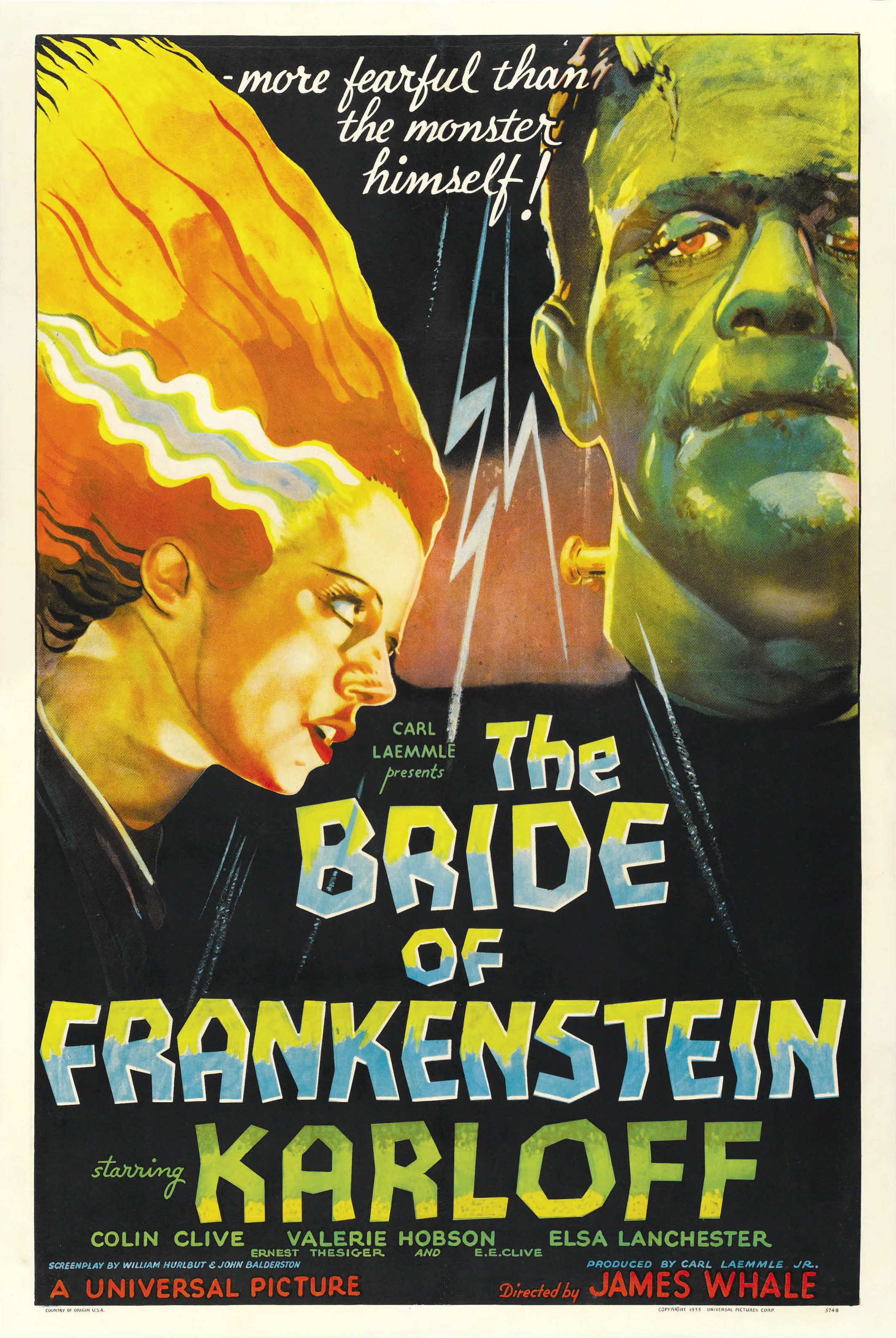
『フランケンシュタインの花嫁』、〈スタイルD〉[50][注 6]
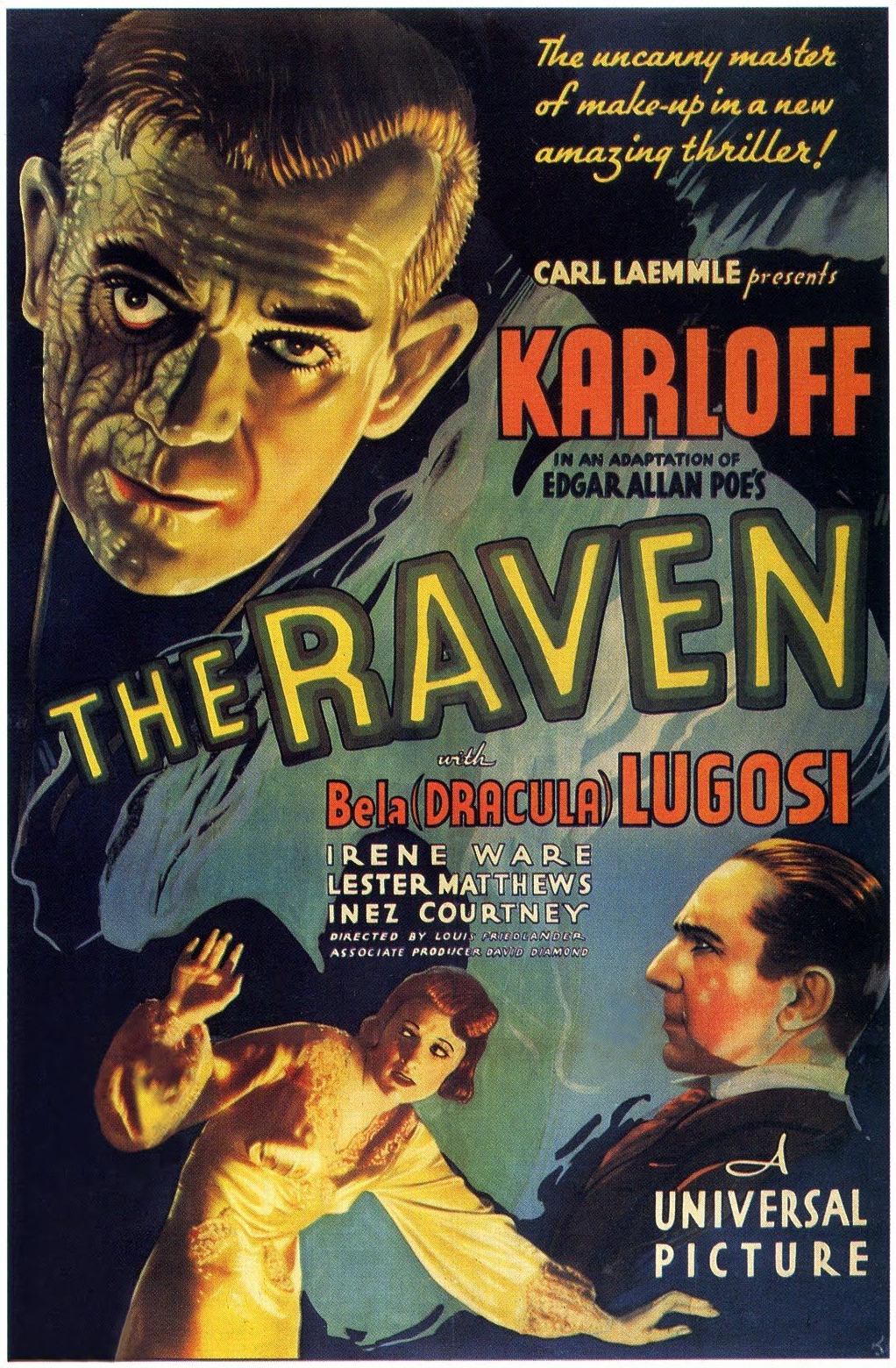
『大鴉』（1935年）
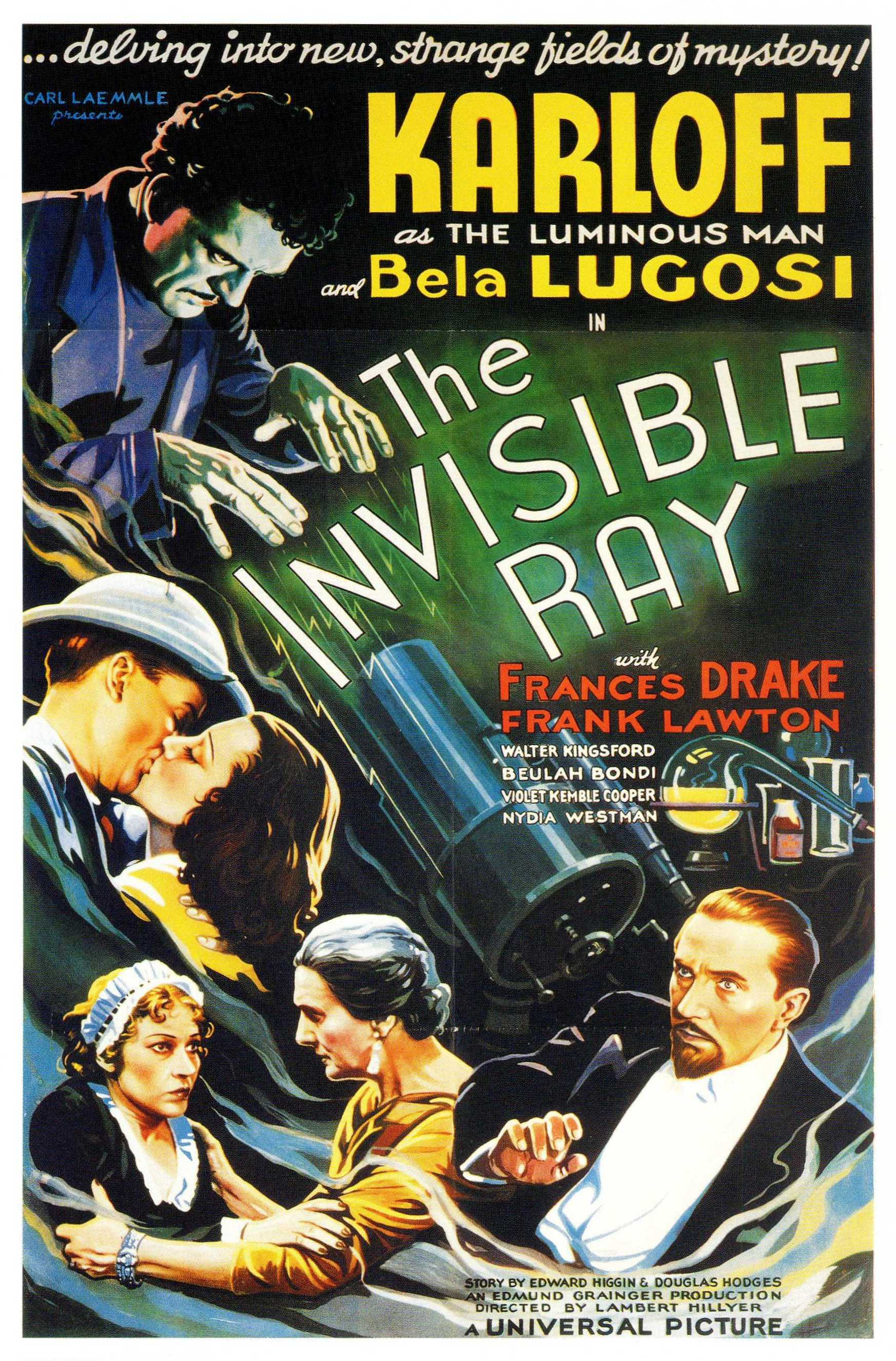
『透明光線（英語版）』（1936年）
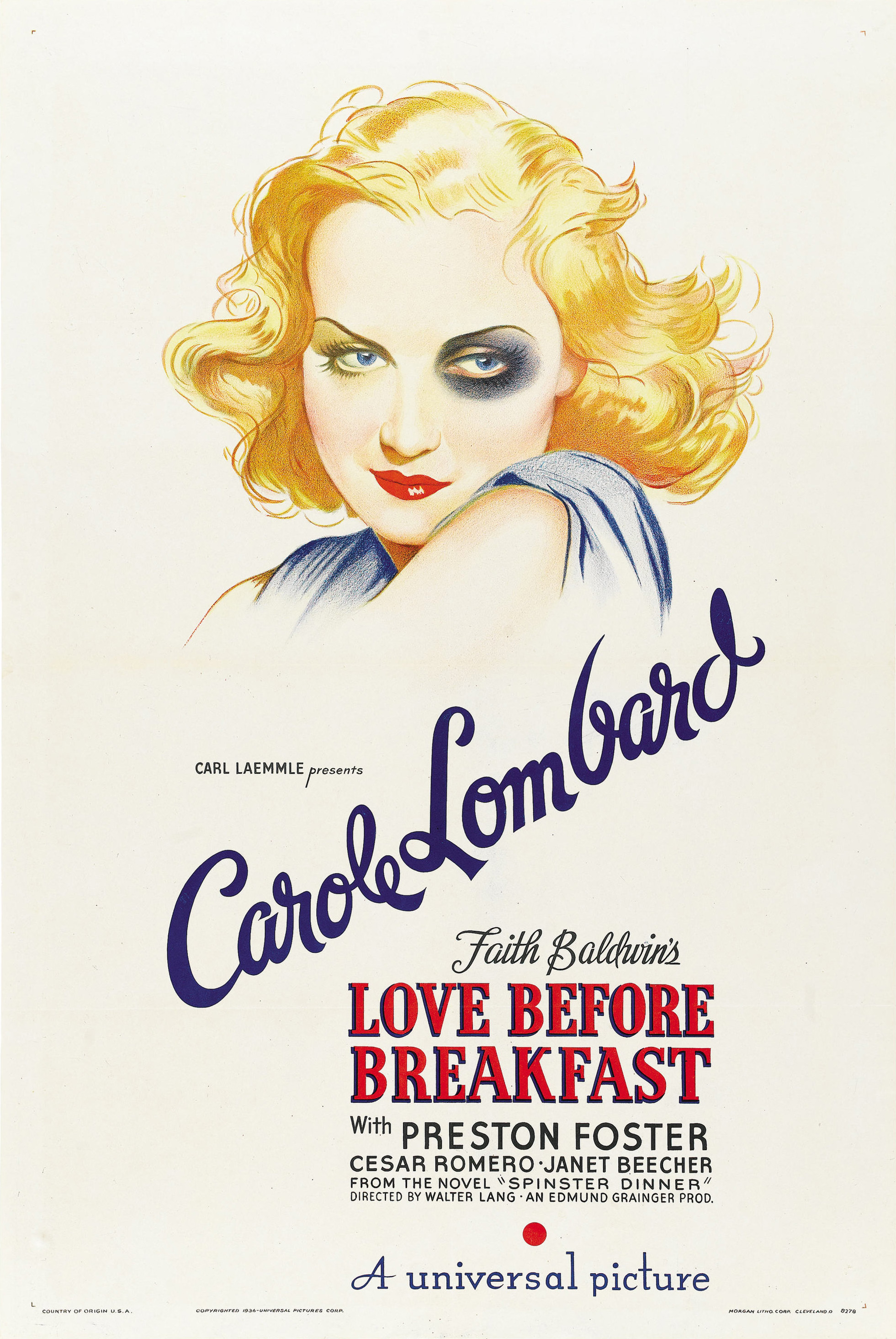
『処女散歩（英語版）』（1936年）[42][注 6]
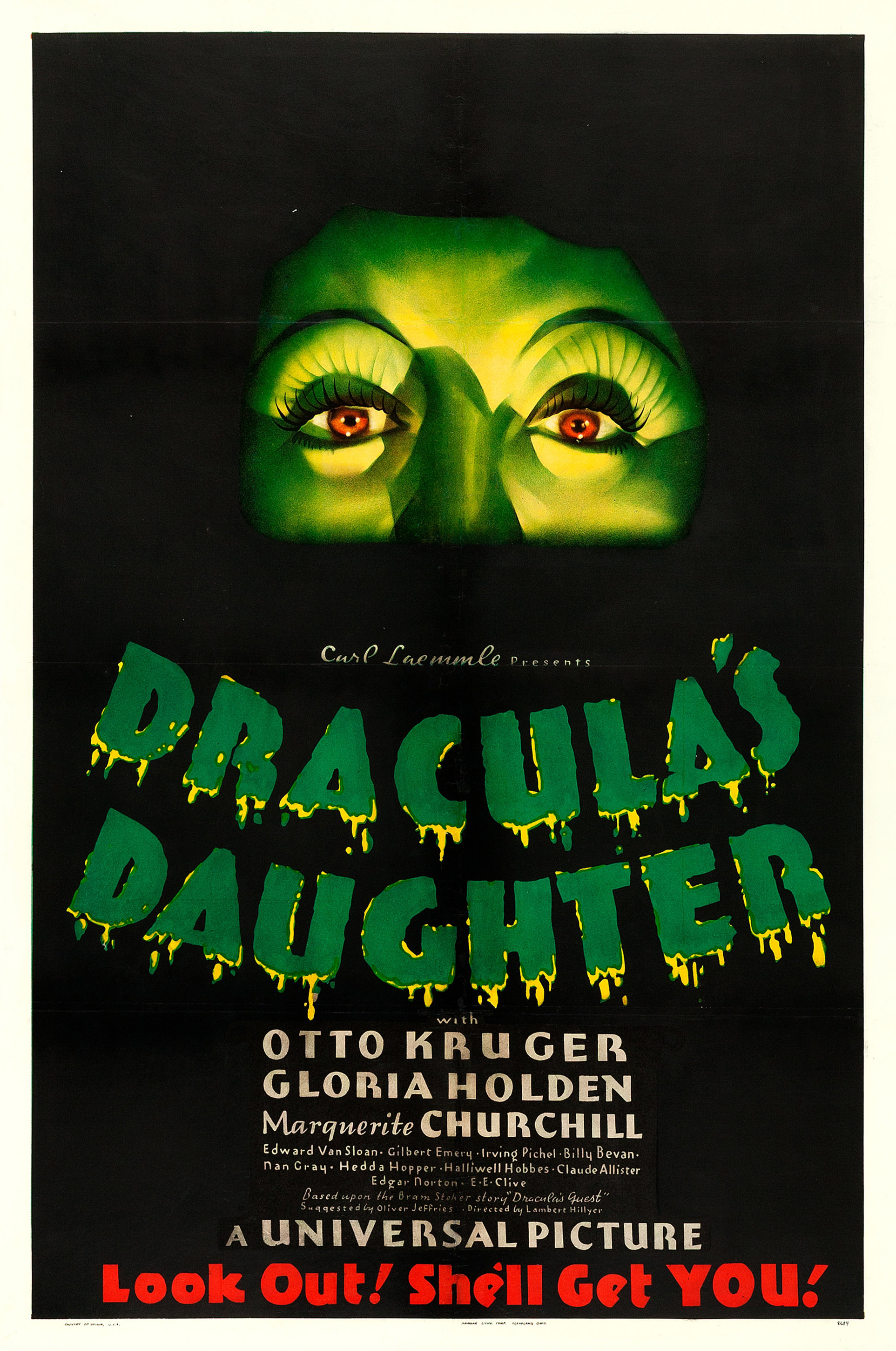
『女ドラキュラ』（1936年）
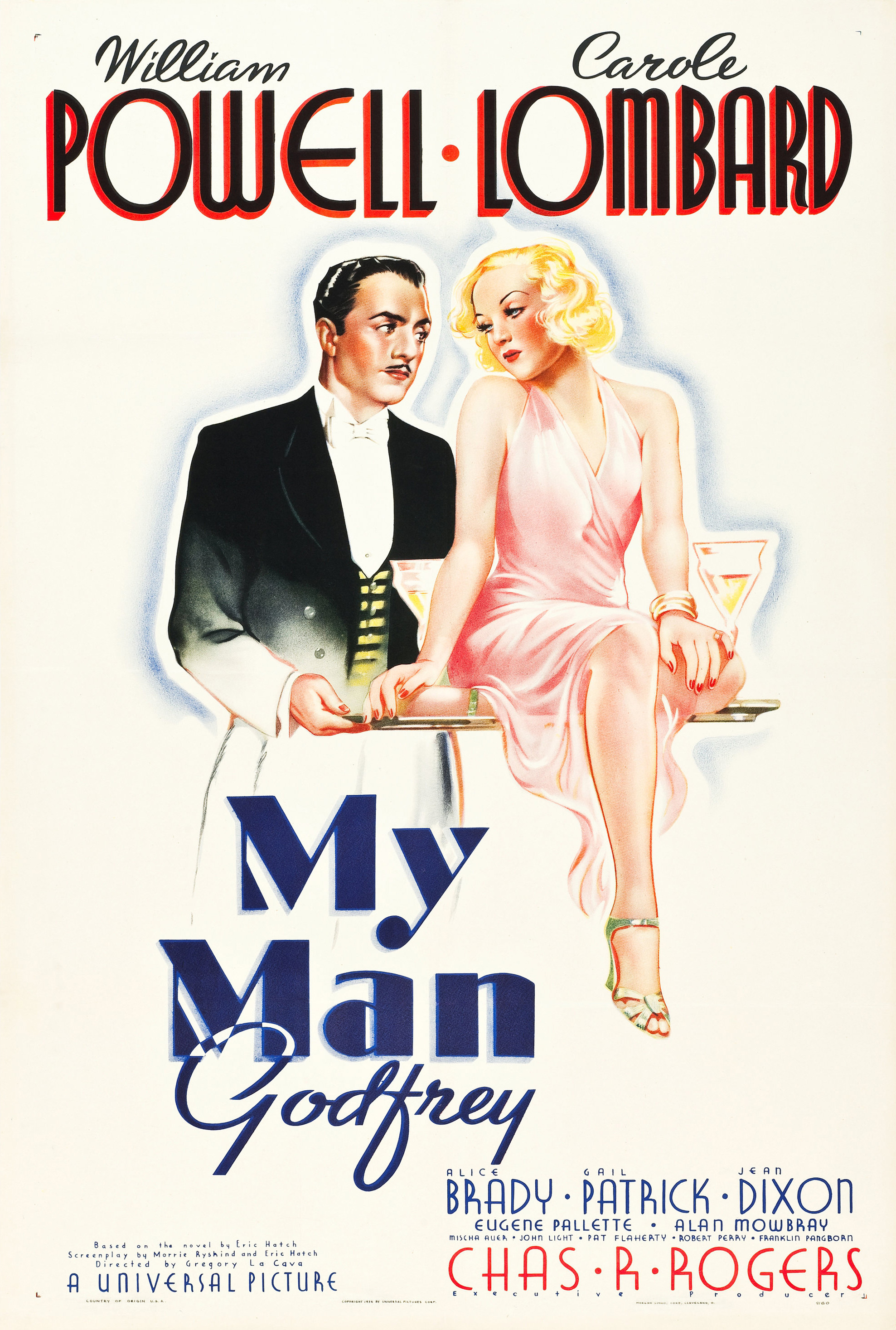
『襤褸と宝石』（1936年）、〈スタイルC〉
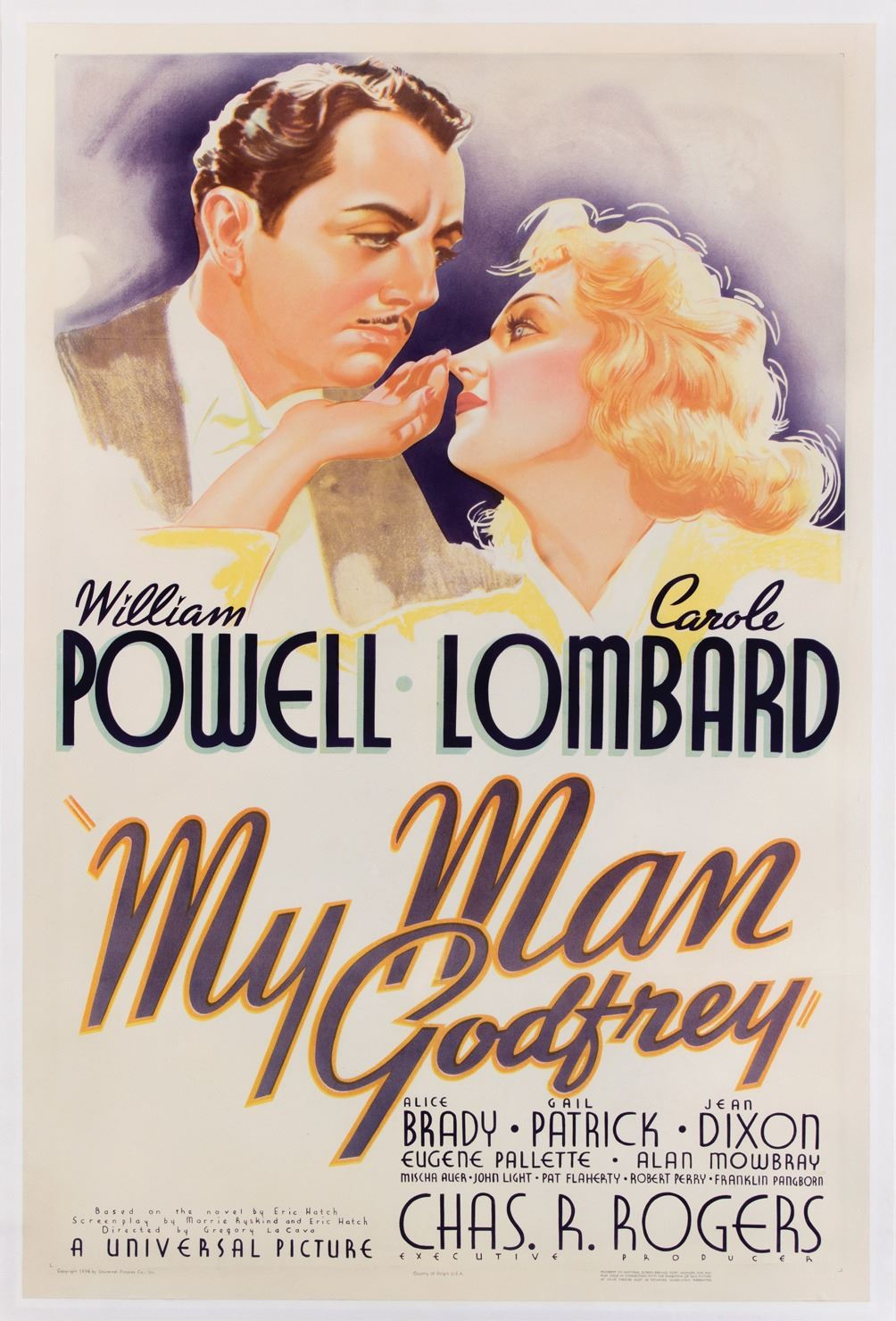
『襤褸と宝石』、〈スタイルD〉[51][注 6]
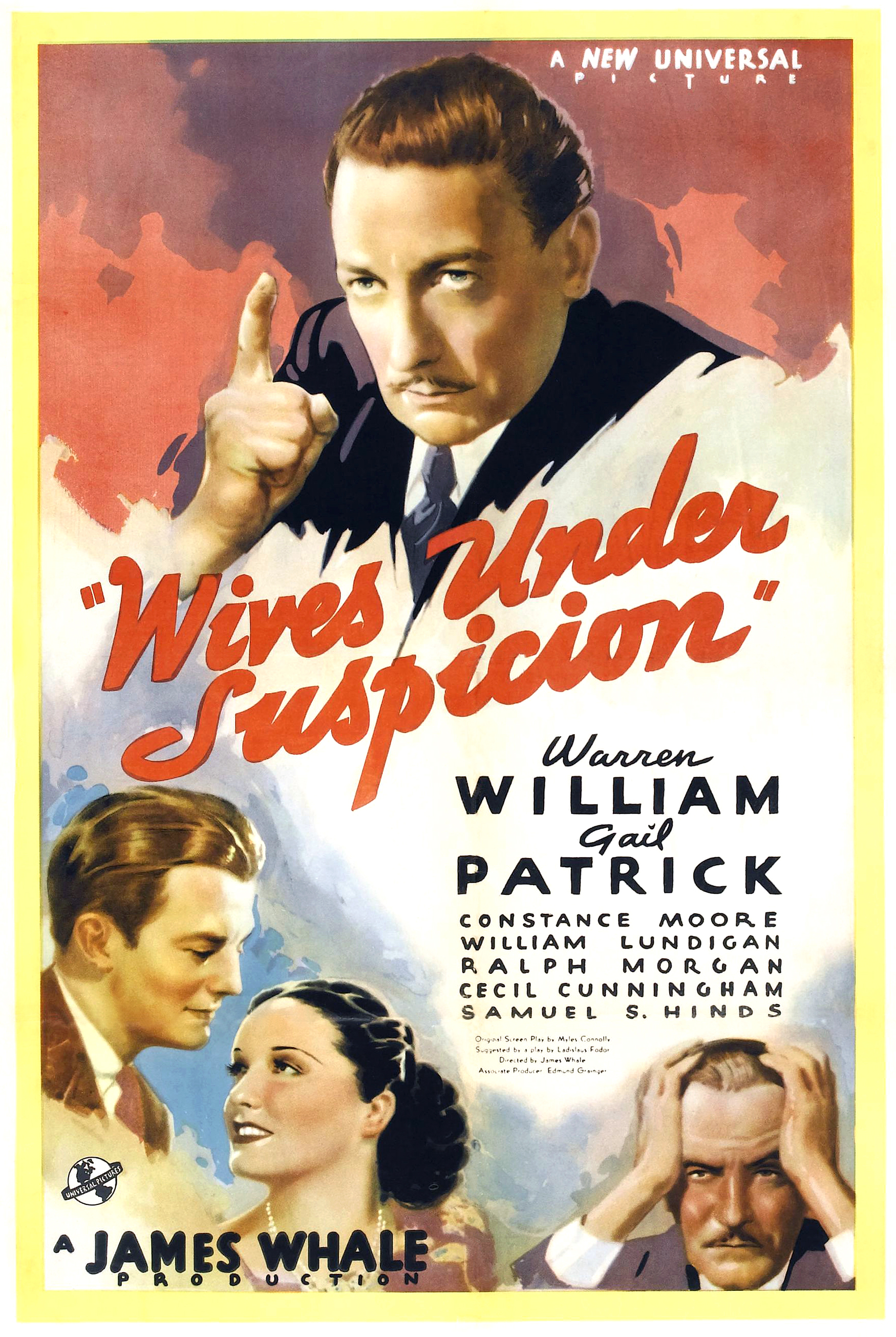
Wives Under Suspicion（1938年）

## 遡求的な評価
グロースのイラストは今でこそ芸術性が称賛されてコレクターの間で珍重されているが、ここに至るまでに実に半世紀の時間を要した。当時、リトグラフの映画ポスターは映画館に配布されると、映画の上映後には廃棄される一時的な宣材だった。保存状態のよいオリジナル版はほとんど残っておらず、例えばグロースの『ミイラ再生』の基地のポスターは、2001年にアリゾナ州のガレージで1枚が見つかるまでは2枚しかなかった。
映画史家のスティーヴン・レベロとリチャード・C・アレンによると、グロースのカラフルで劇的なイラストは「トッド・ブラウニング監督やジェイムズ・ホエール監督の古典的な非常にセンセーショナルな要素（恐ろしい生き物、半裸のヒロイン、暴かれた墓、マッドドクターなど）に、ある種の魅力と、ほぼ純粋なまでの完璧さをもたらした」と述べている。彼らは、ホラー分野のグロースの作品について『キャット・ピープル』（1942年RKO映画・ヴァル・リュートン製作）など1940年代のB級映画にウィリアム・ローズが描いたポスターアートに匹敵すると推定している。イギリスの映画史家シム・ブラニガンは、イギリスの映画検閲が減少し、大人の観客を対象とした成熟したテーマの映画が主流となるにつれて、グロースの「野生の想像力」は1950年代以降の同国のポスターデザインに多大な影響を与えたと記している。
トニー・ヌールマンドとグラハム・マーシュは、グロースのポスターは非常に独創的で、しばし「映画自体と同じぐらい伝説的」であると書いている。通常、彼の芸術様式は商業美術の比較的保守的な基準に準拠しており、その中で現代の基準から見ても「印象的」「前衛的」「超近代的」な『フランケンシュタイン』と『透明人間』の予告ポスターは、主要な例外として挙げられている。2013年、ヌールマンドは自身の選んだ100の「必須」映画ポスターを本にリストし、『フランケンシュタイン』のティーザーを含めた。アメリカン・フィルム・インスティチュートは、2003年の "100 Years... 100 American Movie Poster Classics"（『100年…100のアメリカ映画ポスターの定番』）のリストにグロースが描いたポスターを収め、少なくとも次の6枚がある：『ミイラ再生』（No.4）、『透明人間』（No.29）、『フランケンシュタイン』のティーザー（No.40）、『透明人間』のティーザー（No.69）、『モルグ街の殺人』（No.85）および『女ドラキュラ』（No.88）である。プレミア誌は『ミイラ再生』のポスターを2007年のベスト映画ポスター25点の15番目に掲載した。
カーク・ハメット（メタリカのリード・ギタリストでホラーグッズの熱心な収集家）は、グロースをお気に入りのポスターアーティストとして名前を挙げている：
彼のセリフはとても魅惑的で、彼しか捉えられない魅力と優雅さがあります。それら映画のポスターのいくつかは「怖いホラー」であるばかりか、私を深く引き込まずにおかない美しさと優雅さの要素さえ備えています。恐しさだけではないという事実のせいだと思います。闇と悪に止まりません。グロースのイラストには美しさと希望の要素もあります。 私にとって、彼はマスターでした。—
ハメットは『フランケンシュタイン』のティーザーポスターを「アンディ・ウォーホルの肖像画が悪者になり」「本質的の、その用語と運動が存在する30年前のポップアートの素晴らしい例」と評した。ハメットはグロース作『ミイラ再生』3枚をもとにESP製エレクトリック・ギターKH-2にペイントを施し、1995年以来、愛用している。
グロースの作品は美術館に展示されている。『ミイラ再生』の一枚もののポスターはホイットニー美術館で1999年に開催された「アメリカの世紀：芸術と文化1900-2000」に出展された。ハメットの蒐集したホラーグッズの巡回展は、グロースのいくつかの作品とともに2017年のマサチューセッツ州セイラムのピーボディ・エセックス博物館を皮切りに、トロントのロイヤルオンタリオ博物館、サウスカロライナ州コロンビアのコロンビア美術館を巡回した。作品が高く評価されたことから、グロースは母国ハンガリーで海外在住のハンガリー人芸術家として死後に評価されるようになった。

### 評価

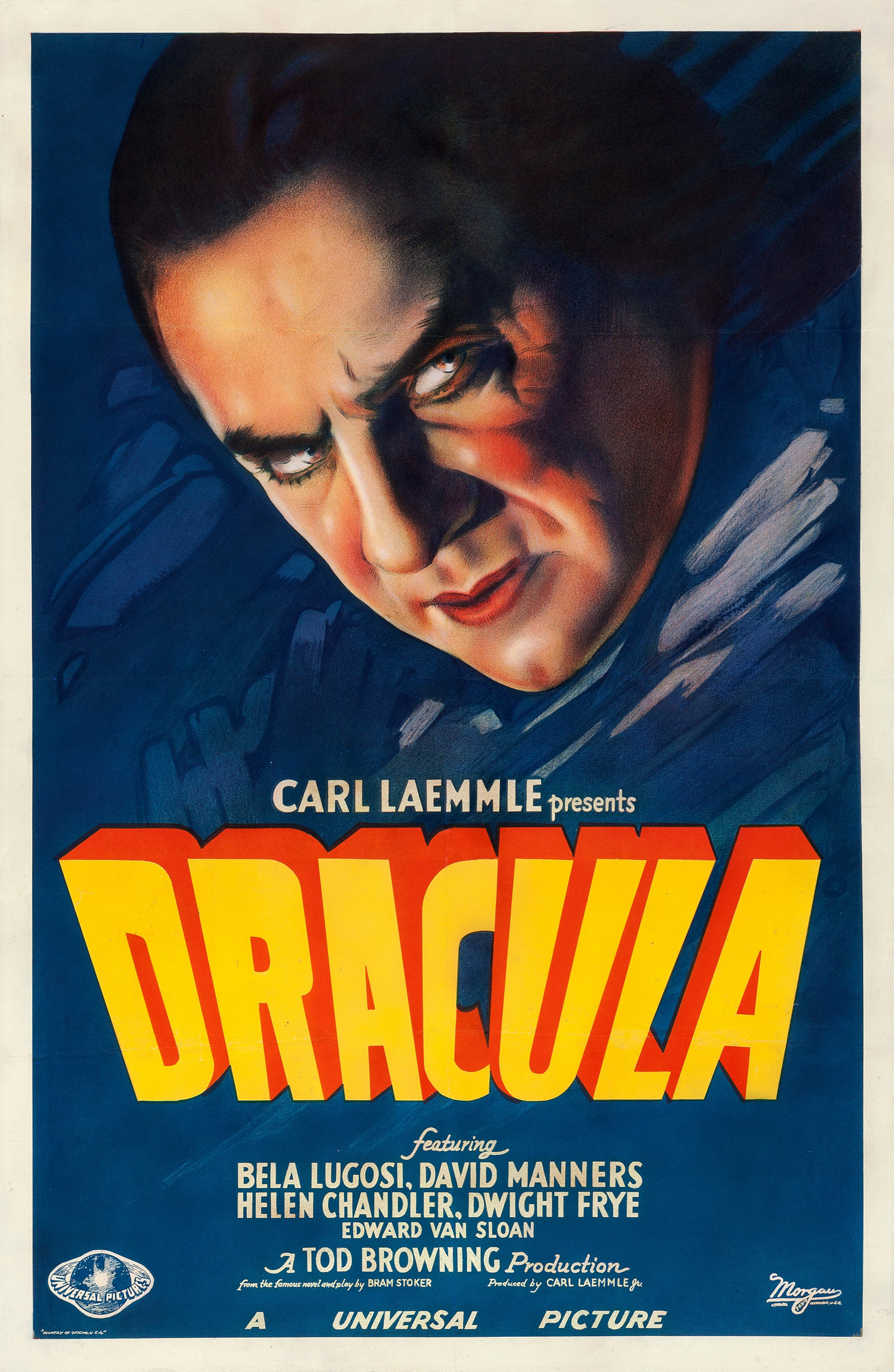
『魔王ドラキュラ』「スタイルA」の1枚のシートは、2017年に最も高価な映画ポスターのリストのトップになった。イラストレーターは不明だが、グロースはこの映画の広告キャンペーンのアートディレクターを務めていた。

1980年代後半まで、高級美術品市場は一般に映画の記念品を除外していた。それ以降、グロースの手を経たポスターの初刷りはオークションで高値で取引されている。2012年時点で、世界で最も高価な映画のポスター10枚のうち6枚が、グロースのアートディレクションによりユニバーサルのホラー映画向けに制作されたものだった。また、ウェブサイト LearnAboutMoviePosters (LAMP) ではこれまでに2万ドル以上で取引されたとわかっている映画ポスターを10点より多く記録しており、そこでもグロースは最も代表的なアーティストである。
グロースがイラストを描いた2枚のポスターは、オークションで最も高額をつけた映画ポスターの記録を更新した。1993年10月のオークションでは、『フランケンシュタイン』のポスターが落札前の予想の2倍、それまでの価格記録の3倍近い19万8000ドル（2019年時点の35万ドル相当）で落札された。1997年3月、サザビーズは『ミイラ再生』のワンシートの原本を45万3000ドル（同72万1000ドル相当）で売却した。この落札価額はその時点においてグロースの記録だけでなく、フランスの画家アンリ・ド・トゥールーズ＝ロートレックのアール・ヌーヴォーのポスターの最高価格をも上回り、その結果、『ミイラ再生』は映画の宣伝用のみならず、おそらく美術品を含め、ポスターとして最も高額となった。それまでハイエンドのコレクターの間でもグロースはほとんど無名だったのに、この売却からまもなくして、彼のポスターアートであれば他の作例も劇的に値上がりした。デイリー・テレグラフ紙のウィル・ベネットは、「コレクターが探しているのはカーロイ・グロースだ」と述べてはいるが、ミイラの売却価格が「ゲインズバラのまともな絵画」に匹敵するほど異様に釣り上がっても「2人のコレクターが交わした気紛れな争いとみなされた」と指摘している。
『ミイラ再生』が保持していた高額落札記録は、2014年に映画『真夜中のロンドン』(1927年製作) のポスターによって破られた。『魔王ドラキュラ』の初刷のリトグラフが2017年に再び記録を更新し、販売価額は52万5800ドル。イラストレーターは不明ではあるが、映画のポスターキャンペーン全体のアート製作を指揮していたのはグロースであった。2018年には『ミイラ再生』のポスターの別の版が出品され、落札は150万ドルという高額で記録を塗り替えるだろうと予想された。しかし、10月31日の締め切りまでに最低95万ドルを満たす入札がなく、売却は成立しなかった。